# Alvord (Iowa)
Alvord – miasto w Stanach Zjednoczonych, w stanie Iowa, w hrabstwie Lyon.

## Demografia
W 2000 liczyło 187 mieszkańców. W 2023 liczba mieszkańców wzrosła do 215 osób, a gęstość zaludnienia przekroczyła 307 osób/km².